# ناحیه ماگوای
ناحیه ماگوای (برمه‌ای: မကွေးတိုင်းဒေသကြီး, pronounced:&nbsp;[məɡwé táiɰ̃ dèθa̰ dʑí], سابقا Magway Division) یک ناحیه در کشور میانمار است که در مرکز آن واقع شده‌است. مرکز این ناحیه شهر ماگوای است.

## خصوصیات
ناحیه ماگوای ۴۴٬۸۱۹ کیلومترمربع مساحت و ۳٬۹۱۲٬۷۱۱ نفر جمعیت دارد.